# Eileen Sedgwick
Eileen Sedgwick (17 de outubro de 1898 – 15 de março de 1991) foi uma atriz de cinema estadunidense da era do cinema mudo. Ela atuou em 115 filmes ao longo de uma carreira de 15 anos.
Eileen era irmã do diretor de cinema Edward Sedgwick e da também atriz Josie Sedgwick.

## Biografia

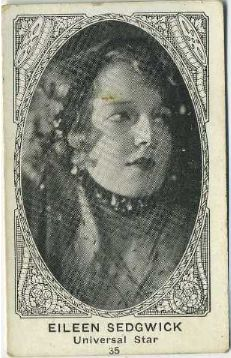
Card de Eileen Sedgwick.

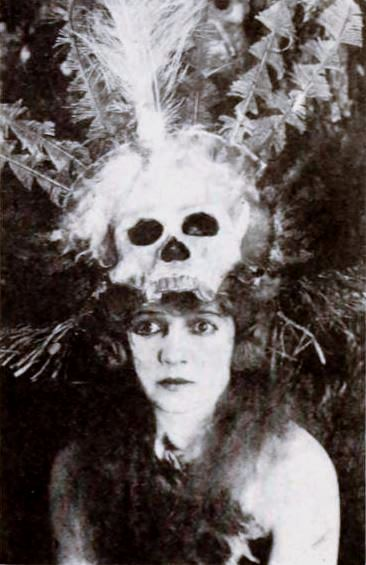
Eileen Sedgwick no seriado The Diamond Queen (1921), p. 67 de 23 de outubro de1920, Exhibitors Herald

Eileen veio de uma família dedicada ao cinema. Filha dos atores de teatro Edward Sedgwick e Josephine Walker, com quem ela e seus irmãos formavam o grupo musical "The Five Sedgwicks", não demorou muito para que a beleza de Eileen fosse notada por Hollywood. Seu irmão, Edward Sedgwick, foi o primeiro a entrar para o cinema, trabalhando como cômico, e posteriormente tornar-se-ia um diretor de seriados para a Universal. Sua irmã, Josie Sedgwick, também se tornou atriz.
Acredita-se que Eileen tenha estreado no cinema por volta de 1914, e considera-se que seu primeiro filme tenham sido o curta-metragem “Green Backs and Red Skins” e "The Eagle's Nest"<, em 1915, e que tenha trabalhado em papeis menores até 1918, quando aconteceu um acidente fortuito: a estrela feminina de The Lure of the Circus, Molly Malone, adoeceu, e Eileen foi convidada a tomar seu lugar e terminar o seriado.
Eileen se tornou um grande sucesso, e nos próximos 10 anos, realizou uma dúzia de seriados. Por volta de 1928, porém, ela ficou aparentemente cansado dos seriados e começou a usar o nome Greta Yoltz, em um esforço para ser contratada para filmes não seriais. Ela fez alguns filmes sob esse nome, mas logo voltou ao seu nome real.
Em 1929, casou com Clarence D. Hutson, um executivo da 20th Century Fox, com quem teria o filho Edward Hutson. Retirou-se logo em seguida da tela, com o advento do cinema sonoro. Seus últimos filmes foram “Yellow Contraband”, em 1928, uma produção da Pathé em que foi creditada como Greta Yoltz, e “The Jade Box”, um seriado de 1930, produzido pela Universal Pictures, em que Eileen fez uma ponta e seu nome não foi creditado.
Faleceu de pneumonia, aos 92 anos, no Daniel Freeman Marina Hospital, em Marina del Rey, Califórnia, e foi sepultada no Holy Cross Cemetery, em Culver City, Los Angeles, Califórnia.

## Filmografia parcial
- The Lure of the Circus (1918)
- The Great Radium Mystery (1919)
- The Diamond Queen (1921)
- Terror Trail (1921)
- In the Days of Daniel Boone (1923)
- Beasts of Paradise (1923)
- The Riddle Rider (1924)
- The Fighting Ranger (1925)
- The Winking Idol (1926)
- Strings of Steel (1926)

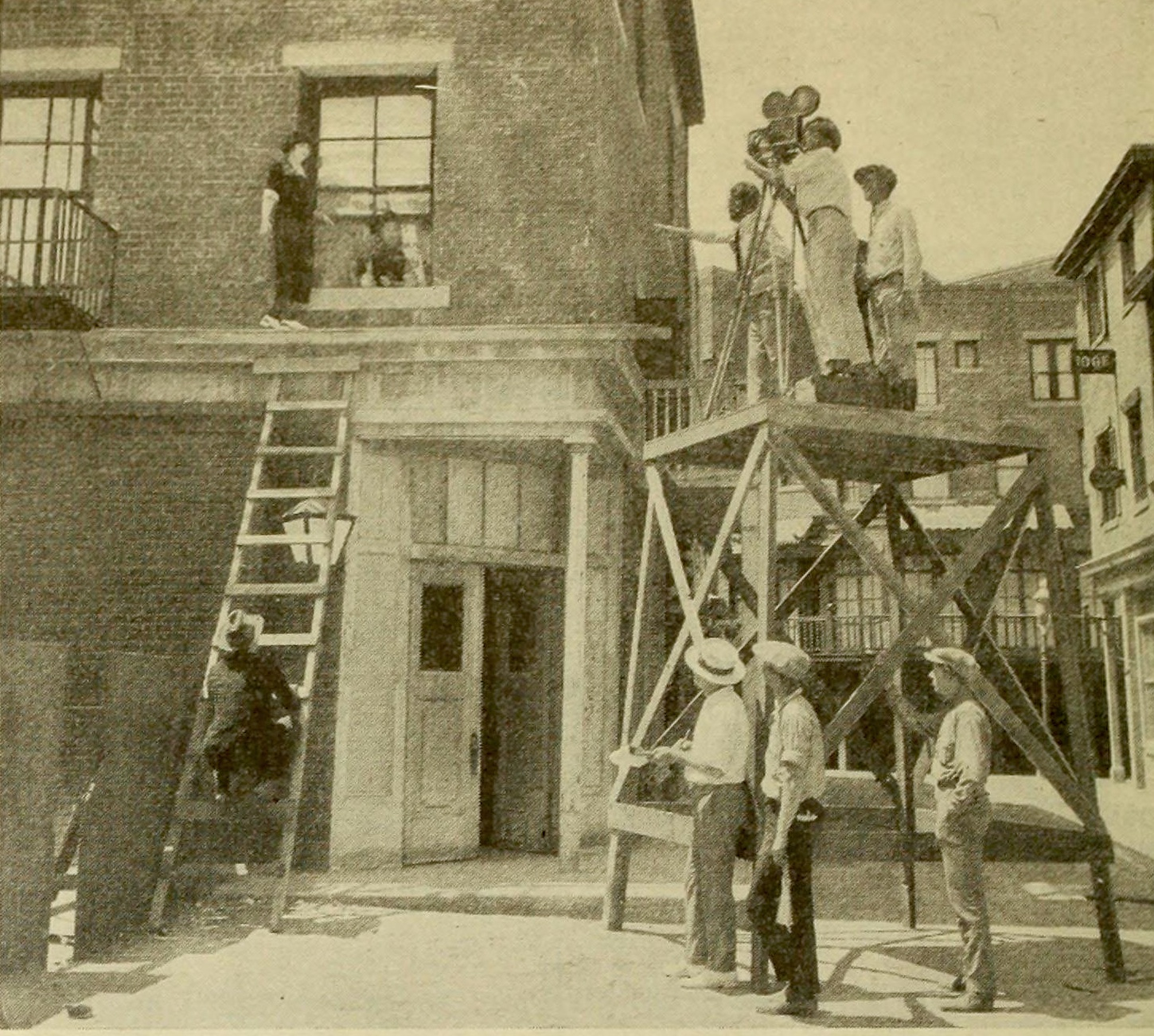
Filmagens do seriado Terror Trail (1921), apresentando uma cena de Eileen Sedgwick

- The Spider's Net (1927) - seriado construído com cenas de arquivo.[4]
- The Vanishing West (1928)
- The Jade Box (1930)